# Кон-Тики (музей)
Вижте пояснителната страница за други значения на Кон-Тики.
Музеят „Кон-Тики“ (на норвежки: Kon-Tiki Museet) е музей в Осло, Норвегия, посветен на живота и делото на норвежкия биолог, антрополог и мореплавател Тур Хейердал. Музеят е открит на 15 май 1950 година и е разположен на полуостров Бигдьо в непосредствена близост до музея „Фрам“. Най-важният експонат на музея е салът „Кон-Тики“, с който през 1947 година Хейердал пресича Тихия океан от Перу до Полинезия.

## Музейна колекция
Постоянната музейна експозиция съдържа плавателните салове и предметите, използвани по време на всички експедиции на Тур Хейердал – „Кон-Тики“, „Фату-Хива“, „Ра“, „Ра II“, „Тигрис“, както и експедициите му до Великденския остров и островите Галапагос. Сбирката включва и образци на Моаи.
Сред музейните експонати са 16 mm камерата, с която са снимани кадри за документалния филм „Кон-Тики“ от 1950 година, и статуетката „Оскар“, присъдена за филма през 1951 година на 24-тото издание на наградите.
Направена е специална възстановка на пещера с петроглифи и статуи, подобни на тези, открити в пещерите на Великденския остров. Подводна експозиция в музея представя сцена със сала „Кон-Тики“, под който са изобразени различни представители на морската фауна, включително и по-големи видове като китова акула.
Към музея функционира специално помещение за организирани временни изложби, зала за филмови прожекции, библиотека с преводи на различни световни езици на книгите на Тур Хейердал, както и магазин за сувенири.
- Камерата на Ерик Хаселберг, с която е документирана експедицията „Кон-Тики“
- 16 mm камера, с която е сниман филмът „Кон-Тики“, 1950
- Разписание на дежурствата, издялано от Хейердал от дърво
- Хронометърът на експедицията и секстанта на Ерик Хаселберг

## История
След завръщането на сала „Кон-Тики“ в Норвегия, е взето решение през 1949 година да се учреди музей на полуостров Бигдьо. Основатели на музея са Тур Хейердал и един от членовете на експедицията „Кон-Тики“, Кнут Хаугланд, който е директор на музея в продължение на повече от 40 години. Ежегодно музеят се посещава от около 200 000 души, а от момента на откриването му са го посетили над 15 милиона посетители от цял свят.
Първоначално музеят е открит във временна сграда. През 1957 година е преместен в съвременната си сграда, която е дело на архитектите Ф. С. Плату и Ото Торгерсен. През 1978 година музеят е разширен, отново по проект от Торгерсен.
Музеят „Кон-Тики“ се намира в близост до няколко други музея: Музеят „Фрам“, Норвежият музей на история на културата, Музеят на викингските кораби, и Норвежкият музей на морското дело.